# Schobdacher Freundeskreis
Der Schobdacher Freundeskreis ist eine Anfang des 20. Jahrhunderts im mittelfränkischen Schobdach gegründete, pfingstlich ausgerichtete Glaubensgemeinschaft, die in der Zeit des Nationalsozialismus verboten wurde.

## Geschichte
Der Schobdacher Landwirt Michael Niedermüller begann einige Jahre nach einem Bekehrungserlebnis (etwa 1903) mit einer kleinen Gruppe von Freunden in seinem Haus Gottesdienste zu halten. Daraus entstand eine Bewegung, die sich bald in die umliegenden Ortschaften ausbreitete und bis in die Pfalz und nach Mecklenburg (Schwerin 1928) Anhänger fand. Die Gruppe stand der Pfingstbewegung nahe, blieb aber in der Landeskirche. Am Ende jedes Monats fand eine gemeinsame Veranstaltung in Schobdach statt.
Am 20. April 1937 wurde der Schobdacher Freundeskreis – ebenso wie eine Woche zuvor die „Christliche Versammlung“ und einen Tag zuvor die „Siebenten-Tags-Adventisten vom III. Teil“ – durch einen Runderlass des Reichsführers SS und Chefs der Deutschen Polizei, Heinrich Himmler, für das gesamte Reichsgebiet aufgelöst und verboten. Bekanntgegeben wurden die drei Verbote am 28. April durch die Tagespresse.
Nach Ende des Zweiten Weltkriegs entstand ein Kontakt zwischen dem Schobdacher Freundeskreis und dem Ansbacher methodistischen Superintendenten Paul Riedinger (1882–1949). Ein Teil der „Schobdacher“ schloss sich daraufhin den Methodisten als „Freundschaftsmitglieder“ an, und der Predigtdienst am Monatsende in Schobdach wurde bis 2018 von Laienbrüdern oder dem Pastor der Nürnberger evangelisch-methodistischen Zionsgemeinde versehen.
Seither existiert der Schobdacher Freundeskreis aus Altersgründen nur noch als kleiner Hauskreis.